# William Wilson
|  | Per a altres significats, vegeu «William Wilson Hunter». |

William Wilson (Londres, 13 de novembre de 1844 - Glasgow, 1 de juny de 1912) va ser un periodista i entrenador de natació escocès de finals del segle xix que va destacar per la seva contribució a les tècniques científiques aplicades a la competició d'aquest esport. L'any 1883, Wilson va publicar "The Swimming Instructor" (L'instructor de natació), un dels seus primers llibres sobre la natació, on va definir els conceptes moderns de l'eficiència dels estils, l'entrenament, els girs i la seguretat a l'aigua.

## Contribucions a la natació
- Descripció de la sortida i dels girs al final de cada recorregut.
- Millora de la mecànica de diversos estils.
- Desenvolupament del primer simulacre de salvament.
- Mètodes d'entrenament pioners, tant dins com fora de la piscina, inclosa la planificació.
- Va ser el primer periodista dedicat a la natació.
- Innovació en el disseny de piscines cobertes.

## Waterpolo
L'any 1877, Wilson va crear les regles per a un joc de pilota dins l'aigua, que va anomenar "futbol aquàtic". El primer partit es va jugar entre les dues ribes del riu Dee durant el Festival Bon Accord d'Aberdeen (Escòcia). Es van posar banderes a una distància entre dos i tres metres de les ribes i els jugadors van fer servir una pilota tova de goma índia, anomenada pulu. El partit va ser un combat de lluita des de l'inici fins al final, i va esdevenir molt popular entre els espectadors dels festivals aquàtics de l'època.
L'any 1885 l'Associació de Natació de la Gran Bretanya va reconèixer el joc, anomenat ja waterpolo, i va establir una sèrie de regles que ampliaven les d'en Wilson. Aquestes van resultar la base del reglament de la Federació Internacional de Natació, en expandir-se aquest esport per Europa, Amèrica i Austràlia.

## Salvament aquàtic
El 1891, Wilson va publicar diversos articles ilustrats a la premsa sobre simulacres de salvament, i va donar premis als clubs de natació locals per les seves habilitats en les tècniques de salvament. Els mètodes d'en Wilson es van difondre a través de manuals i, com a reconeixement a la seva contribució, va ser escollit el primer Governador a la Royal Lifesaving Society.